# Flughafen Changsha-Huanghua

i7
i11
i13
Der Flughafen Changsha-Huanghua (chinesisch 长沙黄花国际机场, Pinyin Chángshā Huánghuā Guójì Jīchǎng; englisch Changsha Huanghua International Airport, IATA-Code: CSX, ICAO-Code: ZGHA) ist ein internationaler Flughafen Chinas. Er ist am Passagieraufkommen gemessen der dreizehntgrößte Flughafen Chinas. Der Flughafen gehört zum Verwaltungsgebiet der Großgemeinde Huanghua (黄花镇) im Kreis Changsha der Stadt Changsha, Hauptstadt der Provinz Hunan.

## Verkehrsanbindung
Der Flughafen ist mit der Magnetschwebebahn Changsha Maglev Express an den Südbahnhof Changsha und die U-Bahn Changsha angebunden. Zusätzlich gibt es Busverbindungen in die Städte Changde, Xiangtan, Zhuzhou und Yueyang. Es besteht auch eine Alternative mit dem Taxi.

## Ausbau
Ein ca. 200 Millionen Euro teurer Ausbauplan begann im Juli 2006. Dieser beinhaltet:
- Verlängerung der Start-/Landebahn von 2600 m auf 3200 m, damit A380 den Flughafen anfliegen können (April 2009 abgeschlossen)
- Bau zusätzlicher Taxiways und Flugsteige
- Renovierung des alten Terminals
- Bau eines neuen Terminals (eröffnet am 19. Juli 2011)
- Erweiterung der Parkflächen

Alle Vorhaben sind abgeschlossen.

## Zwischenfälle
- Am 21. Januar 1976 verunglückte eine Antonow An-24 der chinesischen CAAC (Luftfahrzeugkennzeichen B-492) im Anflug auf den Flughafen Changsha-Huanghua. Alle 40 Insassen kamen ums Leben.[2]

- Am 20. März 1980 verunglückte eine weitere Antonow An-24 der CAAC (B-484) nahe dem Flughafen Changsha-Huanghua und brannte aus. Alle 26 Insassen, sieben Besatzungsmitglieder und 19 Passagiere, kamen ums Leben.[3]